# 박용주
박용주(朴勇柱, 1965년 5월 24일  - )는 대한민국의 법조인이다. 검사로 재직했으며 2007년 기준으로 SK텔레콤 사업법무실장이다.
검찰 특수2부 재직시  2000년 6월 시작된 삼성 에버랜드 전환사채 저가 배정 사건을 2003년 2월 27일부터 담당했으며, 2003년 12월 삼성에버랜드 전·현직 사장 허태학·박노빈씨 등 2명을 기소하였다. 삼성 에버랜드 전환사채 저가 배정 사건은 2000년 고발장이 접수됐지만 거의 방치돼 있다가 2003년에 박용주 검사가 참여한 수사진이 업무상 배임의 공소시효(7년)가 끝나기 전에 일부 공범이라도 기소할 것을 주장하여 관철시켰다.

## 참고자료
- “박용주”. 엠파스 인물검색. 2007년 5월 14일에 원본 문서에서 보존된 문서. 2007년 11월 10일에 확인함.